# Charles Higham

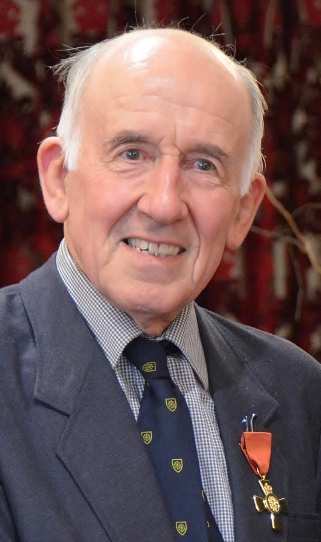

Charles Higham is een Nieuw-Zeelands archeoloog en is sinds 1969 actief bij archeologisch onderzoek in Zuidoost-Azië. Hij heeft een aantal opgravingsrapporten gepubliceerd en is ook de auteur van 3 belangrijke syntheses over de prehistorie van het gebied. Hij is lid van de Britse academie en bezoekend onderwijzer in het St. Catharine's College en het St John's College in Cambridge.